# Adiantum glaucescens
Adiantum glaucescens là một loài thực vật có mạch trong họ Adiantaceae. Loài này được Klotzsch miêu tả khoa học đầu tiên năm 1844.